# ميكروليث

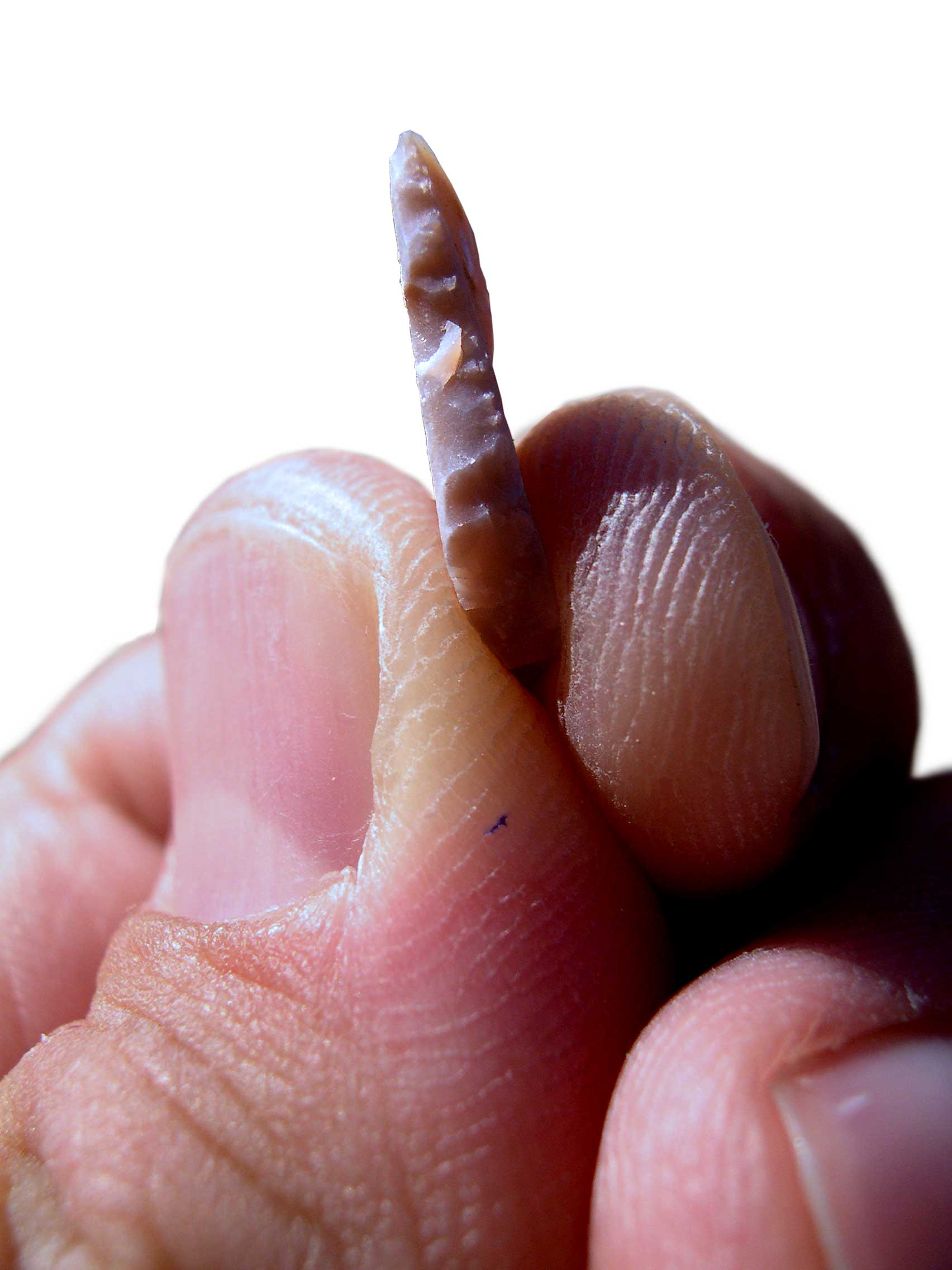
شفرة الحافة المدعومة

الميكروليث هو أداة حجرية صغيرة عادة ما تصنع من الصوان أو الحجر الجيري، وطولها عادة حوالي سنتيمتر أو أكثر بقليل، وعرضها نصف سنتيمتر. صنعها البشر منذ حوالي 35 ألف سنة، في أوروبا وإفريقيا وآسيا وأستراليا. استخدمت الميكروليثات في رؤوس الرماح والسهم.
تنتج الميكروليثات إما من شفرة صغيرة (ميكروبلاد) أو قطعة أكبر شبيهة بالشفرات من الصوان من خلال إعادة تشكيل مشذبة، مما يخلف قطعة نموذجية تُعرف باسم «مايكروبورين». الميكروليثات نفسها مُصنعة بشكل كافٍ ويمكن تمييزها عن نفايات الورش أو الحوادث.
يوجد عائلتين من الميكروليثات: اللامينية والهندسية. يمكن استخدام مجموعة من الميكروليثات لتأريخ موقع أثري. الميكروليثات اللامينية أكبر قليلًا، وترتبط بنهاية العصر الحجري القديم العلوى وبداية العصر الإيبي باليوليثي، أما الميكروليثات الهندسية فهي نموذجية للعصر الحجري الوسيط والعصر الحجري الحديث. يمكن أن تكون الميكروليثات الهندسية مثلثية الشكل أو شبه منحرفة أو هلالية. عمومًا، انخفض إنتاج الميكروليثات بعد إدخال الزراعة (8000 قبل الميلاد) ولكنه استمر لاحقًا في الثقافات التي لديها تقليد صيد راسخ.
بغض النظر عن النوع، كانت الميكروليثات تُستخدم لتشكيل أسلحة الصيد، مثل الرماح و(في الفترات اللاحقة) الأسهم، وغيرها من المصنوعات، وتوجد في جميع أنحاء إفريقيا وآسيا وأوروبا. كانت تُستخدم مع الخشب والعظام والراتنج والألياف لتشكيل أداة أو سلاح مركب، ووُجدت آثار من الخشب الذي كانت الميكروليثات ملصقة به في السويد والدنمارك وإنجلترا. غالبًا ما كان يُستخدم ما بين ستة إلى ثمانية عشر ميكروليثًا في رمح أو حراب، لكن فقط واحدة أو اثنتين في سهم. كان الانتقال من الأدوات الأكبر السابقة له ميزة. غالبًا ما كان إنتاج مقبض الأداة أصعب من صنع النقطة أو الحافة: كان استبدال الميكروليثات الباهتة أو المكسورة بأخرى جديدة سهلة الحمل أسهل من صنع مقبض أو يد جديد.

## الأسلحة والأدوات
لا تُفهم جميع الأنواع المختلفة من الميكروليثات اللامينية بشكل واضح. من المحتمل أنها ساهمت في نقاط الرماح أو المقذوفات الخفيفة، وحجمها الصغير يشير إلى أنها كانت مثبتة بطريقة ما على عمود أو مقبض. توجد شفرات ذات حواف مدعومة بكثرة في موقع في فرنسا يحتفظ بمساكن من أواخر فترة الماجداليني «بينسيفنت». في بقايا بعض المواقد في هذا الموقع، وُجدت شفرات صغيرة في مجموعات من ثلاثة، مما قد يشير إلى أنها كانت مركبة في مجموعات من ثلاثة. عُثر على طرف رمح مصنوع من القرن مع أخاديد مصنوعة لشفرات صوان، وعلى علامات ارتداء كبيرة على بعض من هذه الاكتشافات.
حلل المتخصصون الأدوات الحجرية أو الميكرووير على المصنوعات، لكن كان من الصعب تمييز الشقوق التي تمت أثناء تشكيل الأداة الصوانية عن تلك التي حدثت أثناء استخدامها. تُظهر الميكروليثات الموجودة في «هينجيستبري هيد» في «دورست»، إنجلترا، ميزات يمكن أن تلتبس بعلامات الشق، ولكن يمكن أيضًا أن تكون ناتجة عندما تصطدم النقطة بجسم صلب وتنقسم. قدمت الميكروليثات من مواقع أخرى نفس مشكلات التفسير. وُجد دليل استثنائي على استخدام الميكروليثات في حفريات الكهف في «لاسكو» في «دوردون» الفرنسية. وُجدت عشرون شفرة ذات حواف مدعومة مع بقايا مادة راتنجية وانطباع لمقبض دائري (قرن). يبدو أن الشفرات الصغيرة ثُبّتت في مجموعات مثل أسنان حراب أو سلاح مشابه.
في جميع هذه المواقع، كانت الميكروليثات المكتشفة عبارة عن شفرات ذات حواف مدعومة، ونقاط وشظايا خام. على الرغم من العدد الكبير من الميكروليثات الهندسية التي وُجدت في غرب أوروبا، لكن القليل من الأمثلة تُظهر أي دليل واضح على استخدامها، وجميع الأمثلة من فترات العصر الحجري الوسيط أو الحديث. على الرغم من ذلك، هناك إجماع بين الباحثين على أن هذه العناصر كانت تستخدم لزيادة القدرة على الاختراق للمقذوفات الخفيفة مثل الحراب والأسجايس والرماح والأسهم.